# Leucocnemis variabilis
Leucocnemis variabilis là một loài bướm đêm trong họ Noctuidae.